# Tour della nazionale maschile di rugby a 15 della Francia 1977
Nel 1977 la nazionale francese di rugby a 15 si reca in tour in Argentina. Conquista 6 vittorie su 7 partite. Nei test match con i "Pumas", conquista una brillante vittoria ed un pareggio.

## Risultati
| Arbitro: | José María Cabanas |

|                |           |                                                                                 |
| mete: Mac Call | Marcatori | mete: Aguirre 2, Droitecourt Averous, Mazas Bertranne, Brunet trasf.: Aguirre 5 |

| Arbitro: | Fernando Malmierca |

|                     |           |                                                                    |
| c.p.: Guarrochena 4 | Marcatori | mete: Joinel Petrissan, Paparemborde trasf.: Romeu 2 c.p.: Romeu 3 |

| Arbitro: | Angel Garrido |

|                           |           |                                                                             |
| mete: trasf.: c.p.: Drop: | Marcatori | mete: Gallion, Noves Rives, Averous trasf.: Aguirre, Caussade c.p.: Aguirre |

| Arbitro: | Bruno Bertelli |

|               |           |                                                                       |
| mete: Morales | Marcatori | mete: de Aguirre 2 Guilbert, Swierczynski trasf.: Romeu 3 c.p.: Romeu |

| Arbitro: | Roger Quitentton |

|                                                              |           |             |
| mete: Bustaffa, Bertranne c.p.: Romeu 4, Aguirre Drop: Romeu | Marcatori | c.p.: Porta |

| Arbitro: | Eduardo Niño |

| |           |                 |
| mete: Bertranne 2 Bustaffa, Caussade Swierczynski, Petrissans trasf.: Droitecourt 2 c.p.: Droitecourt Drop: Caussade | Marcatori | c.p.: Quevedo 2 |

| Arbitro: | Roger Quitentton |

|         |           |                 |
| Porta 6 | Marcatori | c.p.: Aguirre 6 |